# Scramblase
A scramblase é uma proteína responsável pela translocação de fosfolípidos entre duas monocamadas de uma bicapa lipídica da membrana celular.
Em humanos, as scramblases fosfolipídicas constituem uma família de cinco proteínas homólogas denominadas hPLSCR1–hPLSCR5. As scamblases são membros da família geral de transportadores lípidicos transmembranares conhecida como flipases.
O folheto interno da membrana contém amino-fosfolípidos e fosfatidiletanolaminas carregadas negativamente. O folheto externo, contém fosfatidilcolina e esfingomielina.